# Oostenrijkse presidentsverkiezingen 1974
De zesde verkiezingen voor een bondspresident tijdens de Tweede Oostenrijkse Republiek vonden op 23 juni 1974 plaats. Vervroegde verkiezingen waren noodzakelijk omdat bondspresident Franz Jonas (SPÖ) op 24 april 1974 was overleden.
De sociaaldemocratische SPÖ droeg de partijloze Rudolf Kirchschläger voor als presidentskandidaat. De christendemocratische ÖVP droeg Alois Lugger voor als presidentskandidaat.

## Uitslag
Rudolf Kirchschläger wist Alois Lugger te verslaan en werd daarmee de nieuwe bondspresident van Oostenrijk.
| Kandidaat                                                              | Kandidaat                   | Partij                            | Stemmen   | Percentage |
| ---------------------------------------------------------------------- | --------------------------- | --------------------------------- | --------- | ---------- |
|                                                                        | Rudolf Kirchschläger        | Partijloosa                       | 2.392.367 | 51,7%      |
|                                                                        | Alois Lugger                | Österreichische Volkspartei (ÖVP) | 2.238.470 | 48,3%      |
| Ongeldige en blanco stemmen                                            | Ongeldige en blanco stemmen |                                   | 102.179   | —          |
| Totaal (Opkomst 94,06%)                                                | Totaal (Opkomst 94,06%)     |                                   | 4.733.016 | 100%       |
| a Kandidatuur gesteund door de Sozialistische Partei Österreichs (SPÖ) |                             |                                   |           |            |

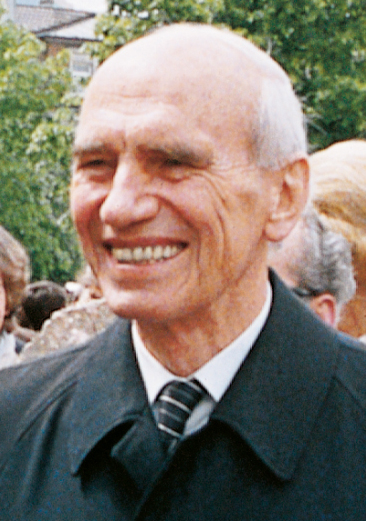
Rudolf Kirchschläger